# Monacanthomyia nigrifemur
Monacanthomyia nigrifemur är en tvåvingeart som först beskrevs av de Meijere 1914.  Monacanthomyia nigrifemur ingår i släktet Monacanthomyia och familjen vapenflugor. Inga underarter finns listade i Catalogue of Life.